# إيوق
إيوق هي قرية في مقاطعة سراب، إيران. عدد سكان هذه القرية هو 1,348 في سنة 2006.